# Procul negotiis
Procul negotiis es una expresión latina que significa "lejos de los negocios". Suelen citarse estas palabras de Horacio para expresar, como lo hizo este poeta, que el alejamiento de los negocios es condición precisa para tener una vida dichosa, Pertenecen a la Oda II del libro del Epodon y al primer verso de la misma que, completado, dice así: Beatus ille qui procul negotiis ("dichoso aquel alejado de los negocios"). 